# Svatováclavský seminář v Praze
Svatováclavský seminář, Stará technika, nebo též Česká Stavovská inženýrská škola a od roku 1803 Královské stavovské technické učiliště je instituce v Praze, předchůdce Českého vysokého učení technického. Barokní budova v Husově ulici č. 240/5 na nároží s ulicí Zlatou na Starém Městě, Praha 1. Objekt je od roku 1958 chráněn jako kulturní památka.

## Historie

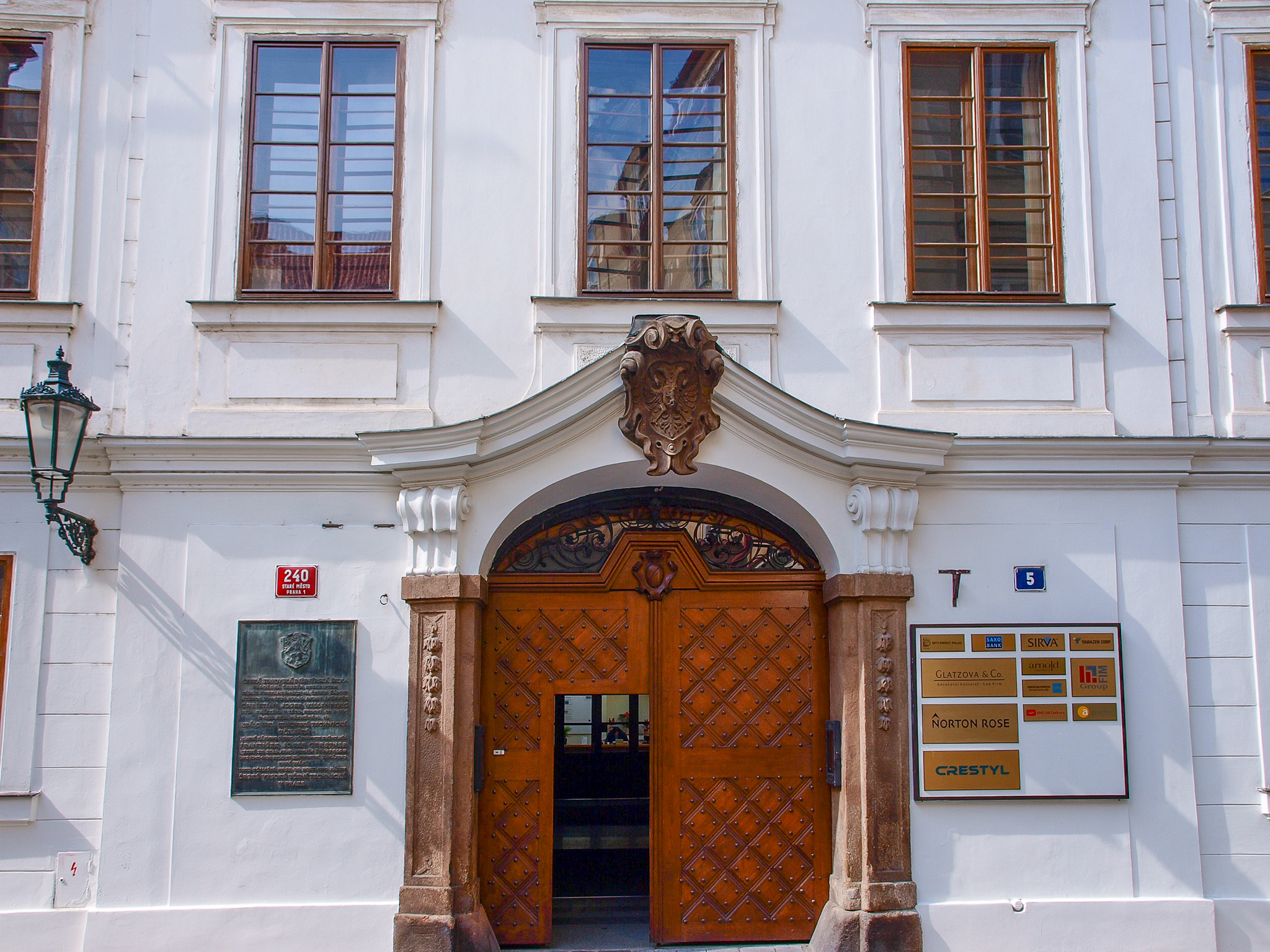
Česká královská stavovská škola, vstupní portál

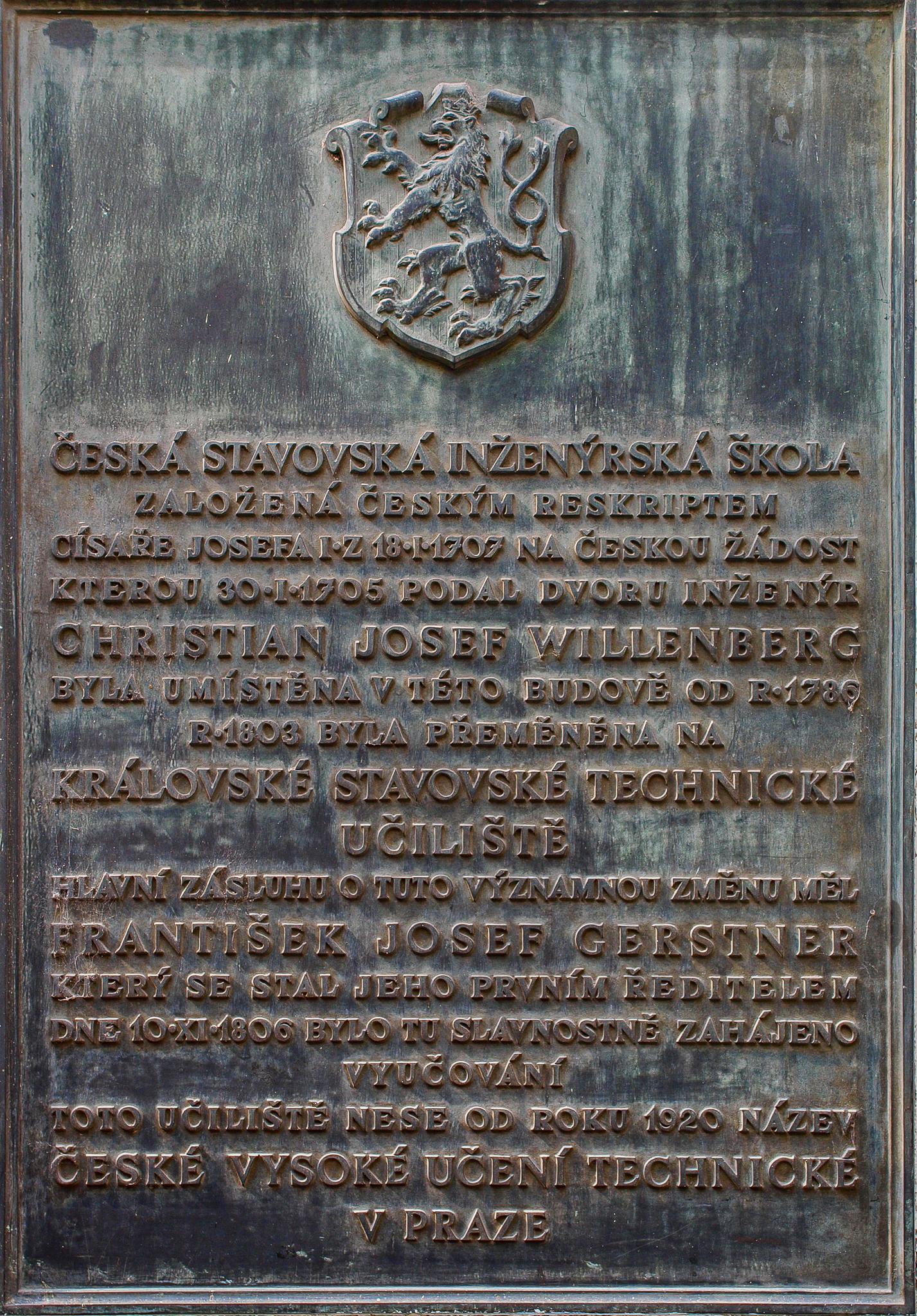
Informační deska

### Jezuitský seminář
Když v roce 1692 dům zakoupil řád jezuitů a provedl některé stavební úpravy v domě, kde se dochovaly původní románské a gotické sklepy. Poté sem byl přesunut seminář svatého Václava, který do té doby sídlil ve staroměstské jezuitské koleji Klementinu. Další fáze stavebních úprav byla provedena kolem roku 1726 zřejmě podle návrhu architekta Kiliána Ignáce Dienzenhofera.

### Technické učení
Česká stavovská inženýrská škola byla založena v roce 1707. 18. ledna dal císař Josef I. svolení k založení české inženýrské školy, kterou podal Ing. Christian Josef Willenberg. Ta byla v roce 1786 přenesena do dnešní budovy v Husově ulici a v roce 1803 byla předána technické škole a přejmenována na Královské stavovské technické učiliště, za což se zasloužil především ing. František Josef Gerstner, později první ředitel dne 10. listopadu 1806 otevřeného institutu. 
Po roce 1803 proběhly stavební úpravy pro techniku. Roku 1833 škola zbourala renesanční část komplexu a postavila zde klasicistní budovu reálného gymnázia. V letech 1872 a 1922 došlo k přístavbám dalších pater v zadní části.
V roce 1920 byla škola přejmenována na České vysoké učení technické v Praze.